# Manukaöl

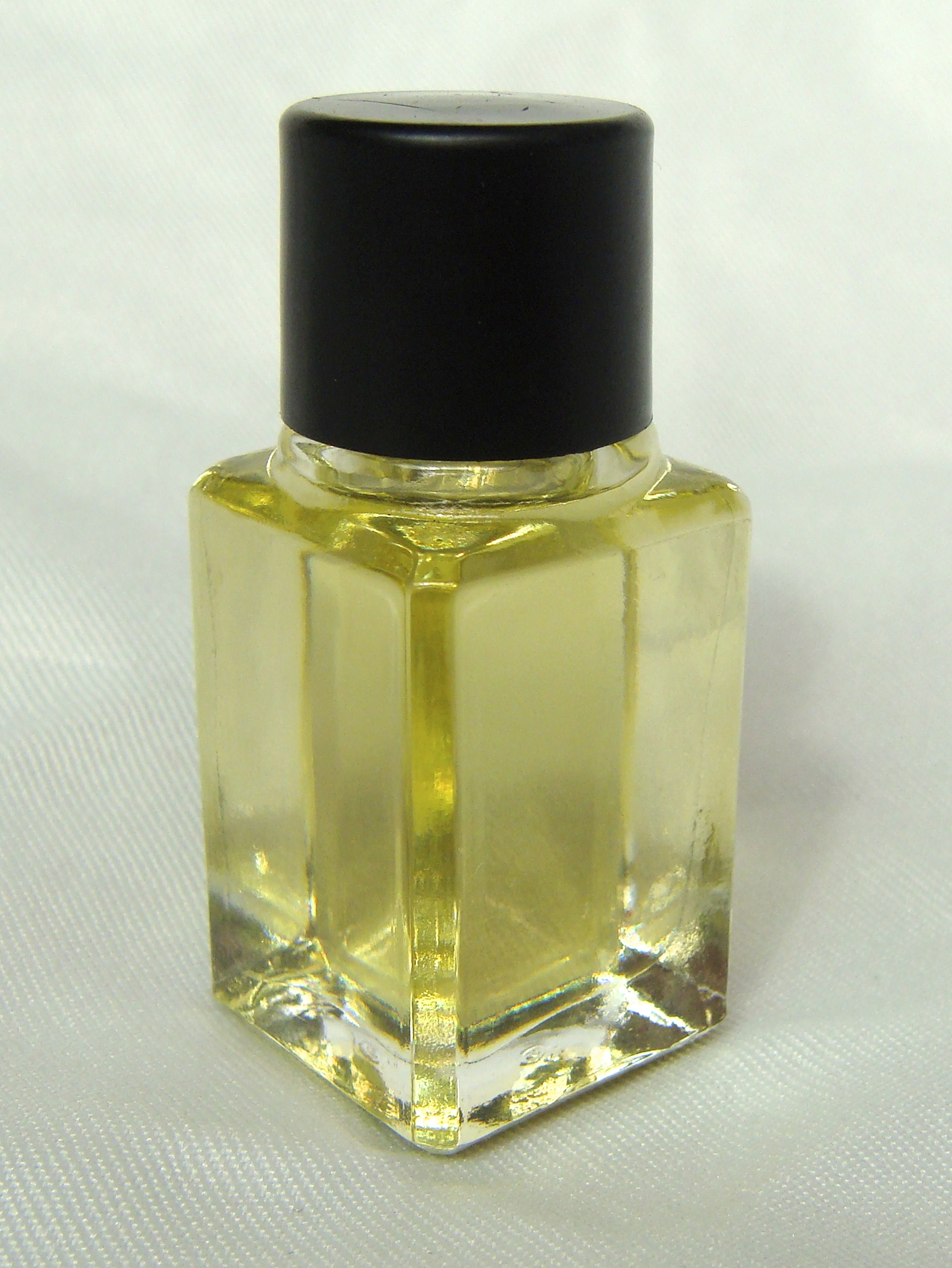
Manukaöl

Das Manukaöl ist ein ätherisches Öl, das aus den Blättern und Zweigen der Südseemyrte (Manuka) durch Wasserdampfdestillation gewonnen wird.

## Eigenschaften
Manukaöl ist eine hellgelbe bis gelbbraune Flüssigkeit mit honigartigem Geruch, in Alkohol löslich und in Wasser unlöslich. Die Dichte beträgt 0,994 g·cm−3 und der Flammpunkt liegt bei 98,6 °C.

## Zusammensetzung
Manukaöl kann größere Mengen Leptospermon, Calamenen und δ-Cadinen enthalten; außerdem Cadina-1,4-dien, α-Selinen, Flaveson, α-Cubeben, α-Copaen und andere Terpene.

## Wirkung
Manukaöl wirkt ähnlich antibakteriell und antifungal wie Teebaumöl und ist haut- und augenreizend.